# مطلب (اسم)
مطلب هو اسم علم مذكر من أصل عربي، ومعناه هو مطالب مرة بعد مرة، والكثير الطلب.

## شخصيات تحمل الاسم
- مطلب بن عبد الله النفيسة (1937 – )
- مطلب حاجيم ( – 2008)

## وصلات خارجية
- موسوعة السلطان قابوس لأسماء العرب